# Ікона Страшного суду

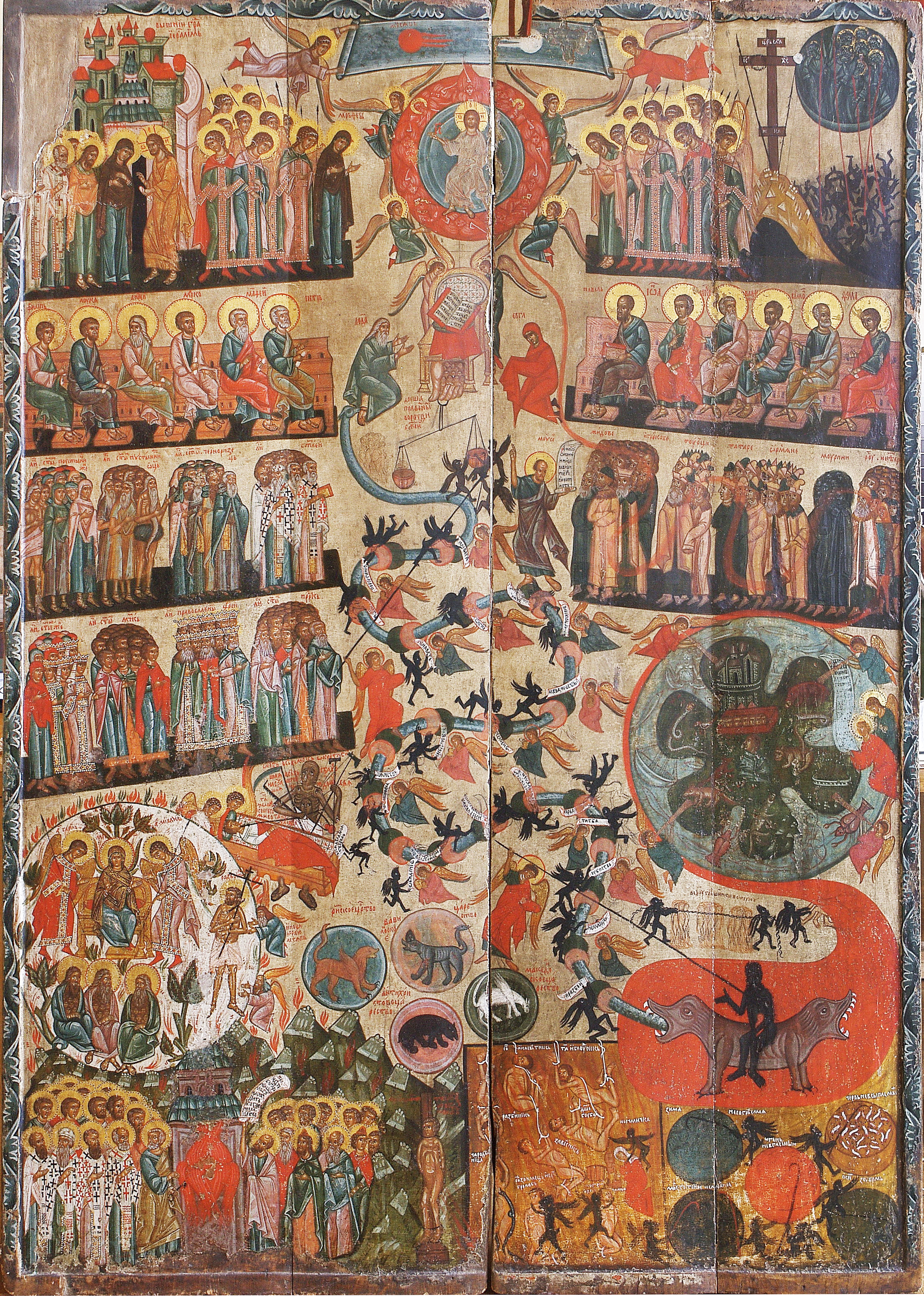
Мшанецька ікона «Страшний суд» II пол. XV ст.

Ікона Страшного суду — іконографія православної ікони, що зображує прийдешній кінець світу — вселенський Страшний суд, який буде здійснений Ісусом Христом під час його Другого пришестя. На ній зображуються картини кінця світу, останнього суду над усім людством, воскресіння мертвих, сцени пекельних мук нерозкаяних грішників і райського блаженства праведників.

## Сюжет ікони
Під час Страшного суду всі живі і мертві, які коли-небудь існували, воскреснуть у плоті. Над ними Ісусом буде здійснено суд, і кожен заслужить вирок згідно зі своїми земними справами — або вічне блаженство в раю, або вічні муки в пеклі (Мф 25: 1-13, 25: 31-33).

### Тексти
У розробленій формі іконографія Страшного суду заснована на текстах Євангелія, Апокаліпсису, а також святоотцівських творіннях: «Слова» Єфрема Сиріна, словами паладію Мниха, «Житія Василя Нового» та інших творів візантійської і давньоруської літератури; в наступний період в іконографічних деталях можна угледіти і тексти народних духовних віршів.
- Одним з найважливіших джерел, що зробив вплив на склад і характер композицій Страшного суду, було Житіє Василя Нового (Х століття).
- Бачення пророка Данила (Дан 10 — 12) — в сцені «Бачення пророка Даниїла» ангел показує пророку Даниїлу чотирьох звірів. Ці звірі символізують «шкідники царства» (царства, яким належить загинути) — Вавилонське, Македонське, Перське і Римська, або антихристово. Перше представляється в образі ведмедя, друге — в образі грифона, третє — в образі лева, четверте — в образі рогатої звіра. Іноді писалися ще й інші звірі, які мають алегоричне значення. Серед останніх особливо цікаві зайці, які, за широко поширеній на Русі поданням, втілених у віршах про «Голубиній книзі», були алегоричними образами правди (білий заєць) і «кривди» (сірий заєць).
- Вогняний потік (річка) відомий по так званому «Ходінню Богородиці по муках», одному з найпопулярніших в давньоруської писемності апокрифів. У списках «Ходіння», починаючи з XII століття, вказується, що «в річці сей безліч чоловіків і дружин; одні занурені до пояса, інші — по груди, і лише третій — по шию», залежно від ступеня їх провини.

### Призначення
Зображення Страшного суду мали важливу особливість: вони створювалися не для того, щоб залякати людину, а щоб змусити задуматися його над своїми гріхами; « Не зневірятися, не втрачати надії, але започаткувати покаяння ». Покаяння як неодмінна умова досягнення Царства Божого — є одним з основоположних положень християнського віровчення, і ця проблема була особливо актуальна для рубежу рубежу XI—XII століть, часу проникнення сюжету на Русь.

## Іконографія

### Історія складання
Православна іконографія Страшного суду існує у візантійському мистецтві c XI—XII століть.
Витоки зображення цього сюжету сходять до IV століття — живопису християнських катакомб. Спочатку Суд зображувався у двох формах: історія відділення овець від козлів і притчі про десять дів. Потім в V—VI формуються окремі частини оповідного зображення, які потім до VIII століття у Візантії складуться в закінчену композицію.
Зображення цього сюжету включає не тільки іконопис, але й система розпису православного храму (і у Візантії, і на Русі), де він розташовується зазвичай на західній стіні. Західна Європа також використовувала даний сюжет (наприклад, Мікеланджело в Сікстинській капелі). Найбільш відомі пам'ятники візантійського культурного ареалу на цей сюжет — у притворі церкви Панагії Халкеон в Салоніках (початок XI ст.); в Грузії — сильно пошкоджена фреска в Давидо-Гареджийського монастирі Удабно на західній стіні (XI ст.); погано збереглися фрески Страшного суду в Атенський Сіон (XI ст.), в церкві в Ікви (XII століття), грандіозна композиція Страшного суду храму в Тімотесубані (1-я чверть XIII ст.)

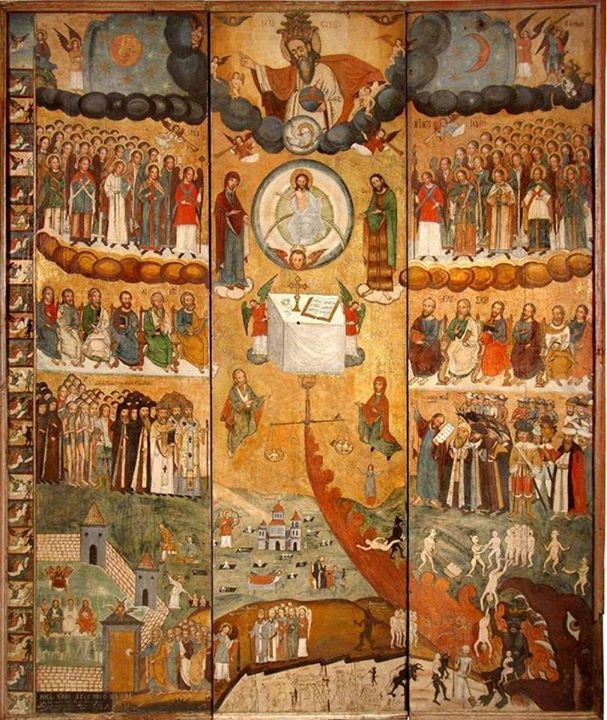
«Страшний Суд» 1662 р. Церква Успіння Пресвятої Богородиці с. Мединичі

У «Повісті временних літ» згадується епізод про використання християнським «філософом» (православним проповідником) запону із зображенням Страшного суду для проповіді християнства князю Володимиру, що вплинуло на майбутнє хрещення самого Володимира і Русі. Зображення Страшного суду були дієвим засобом, що допомагали до обігу язичників. На Русі композиції Страшного суду з'являються дуже рано, незабаром після Хрещення.
Найраніша відома руська фреска на цей сюжет — Кирилов монастир у Києві (XII століття), розписи Ніколо-Дворищенского собору в Новгороді (поч. XII в.), Георгіївський собор Старої Ладоги (1180-ті рр.), церква Спаса на Нередице (1199), Дмитровський собор Володимира (кінець XII ст.), потім слідують фрагменти розпису Андрія Рубльова і Данила Чорного в Успенському соборі Володимира.
Іконографічний канон Страшного суду, якому призначено буде існувати потім, принаймні, ще сім століть, складається в кінці X — початку XI століть. В XI—XII століттях був створений цілий ряд важливих образів Страшного суду. Найбільш відомі: розписи церкви Панагії Халкеон в Салоніках (1028), фрески Сант Анджело ін Форміс, дві ікони із зображенням Страшного суду з монастиря святої Катерини на Синаї (XI—XII ст.), дві мініатюри Паризького Євангелія, пластина слонової кістки з музею Вікторії та Альберта в Лондоні, мозаїка базиліки Торчелло у Венеції, фрески церкви Мавріотісси в Касторії, розписи Бачковський кістниці в Болгарії і гігантські мозаїки підлоги собору в Отранто (1163), і близького за часом собору в Трани.
Найбільш раннє відоме російське іконописне зображення відноситься до XV століття (ікона в Успенському соборі Московського Кремля). Н. В. Покровський, дослідник XIX століття, вказує, що до XV століття російські «Страшні суди» повторюють візантійські форми, на XVI—XVII століття припадає пік розвитку цього сюжету в живописі, а кінця XVII століття, на думку Покровського, есхатологічні зображення стали писати з меншим майстерністю — особливо в південно-західній Росії (під впливом західноєвропейських впливів).

### Композиція
Ікона Страшного суду є надзвичайно багатою за кількістю дійових осіб і включає зображення, які можна згрупувати за трьома темам:
1. Друге пришестя Христове, воскресіння мертвих і суд над праведними і грішними
2. Оновлення світу
3. Торжество праведників в небесному Єрусалимі.